# Iris Rauskala
Iris Eliisa Rauskala (Helsinque, 14 de março de 1978) é uma economista e política austríaca, nascida na Finlândia. Foi ministra da Educação, Ciência e Pesquisa entre 3 de junho de 2019 e 7 de janeiro de 2020 no governo da chanceler da Áustria Brigitte Bierlein (2019–2020).

## Vida pessoal e formação acadêmica
Filha de um cientista finlandês e de uma funcionária pública austríaca, nasceu em Helsinque, onde viveu até aos cinco anos. Ela é casada e abertamente lésbica.
| “                                                       | Sou casada com uma mulher e nunca experimentei reações negativas aqui. | ” |
| — Em entrevista, poucos dias após assumir o ministério, |                                                                        |   |

Estudou economia internacional na Universidade de Innsbruck e concluiu o doutorado, em 2006.

## Carreira política

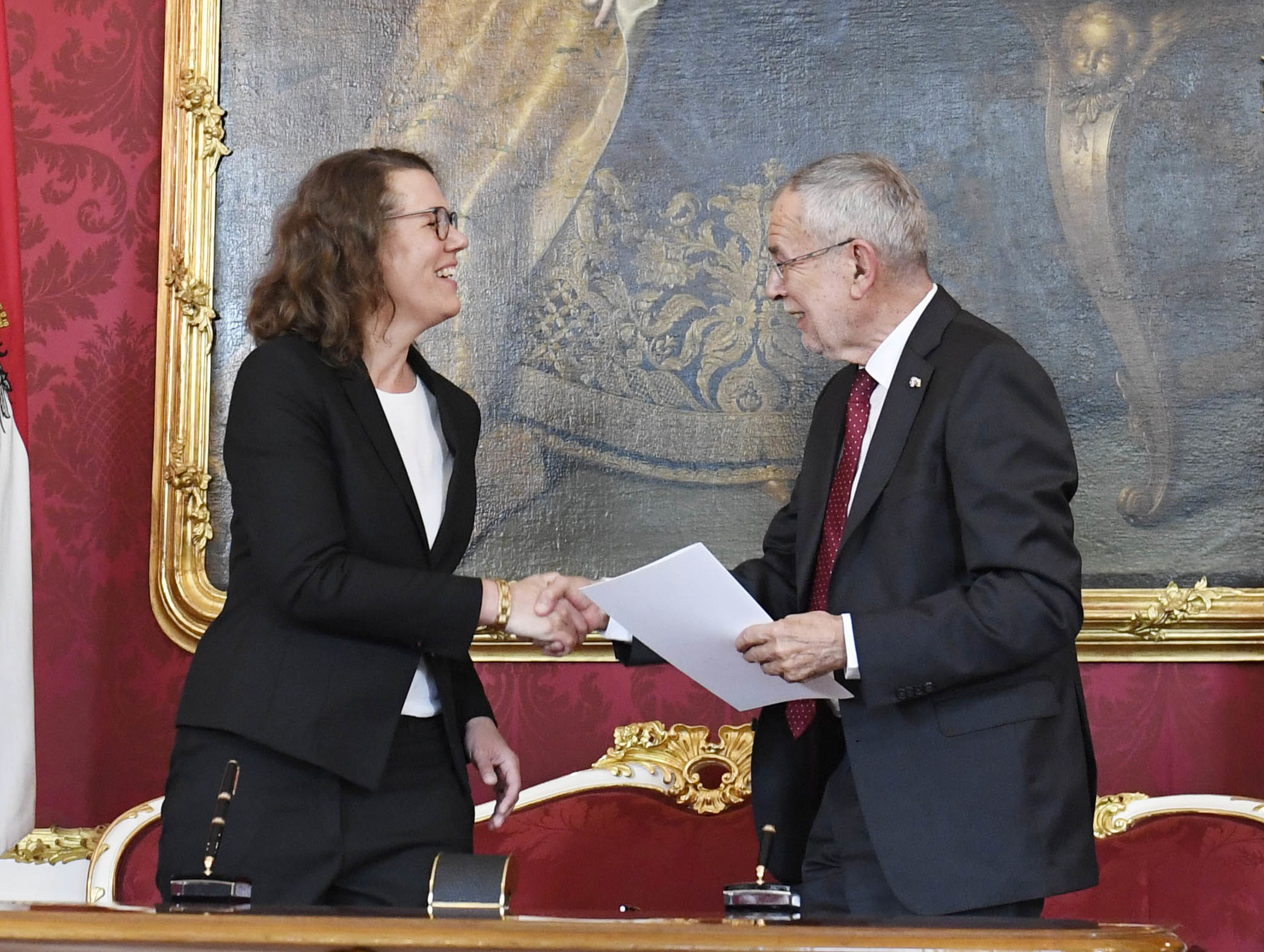
Durante a cerimônia de posse como ministra da Educação, Ciência e Pesquisa, com o presidente austríaco, Alexander van der Bellen, em 3 de junho de 2019.

### Início
Ingressou, então, no serviço público no ministério da Economia e, mais tarde, no Ministério da Ciência, trabalhando sob os ministros Johannes Hahn, Beatrix Karl e Karlheinz Töchterle. Lecionou na Universidade de Ciências Aplicadas de Zurique (ZHAW), de 2011 até ser nomeada para um cargo de alto escalão no Ministério da Educação, em 2015. É a vice-presidente do Conselho de Supervisores do Austrian Science Fund — a mais importante organização austríaca de financiamento para pesquisa básica.

### Ministério

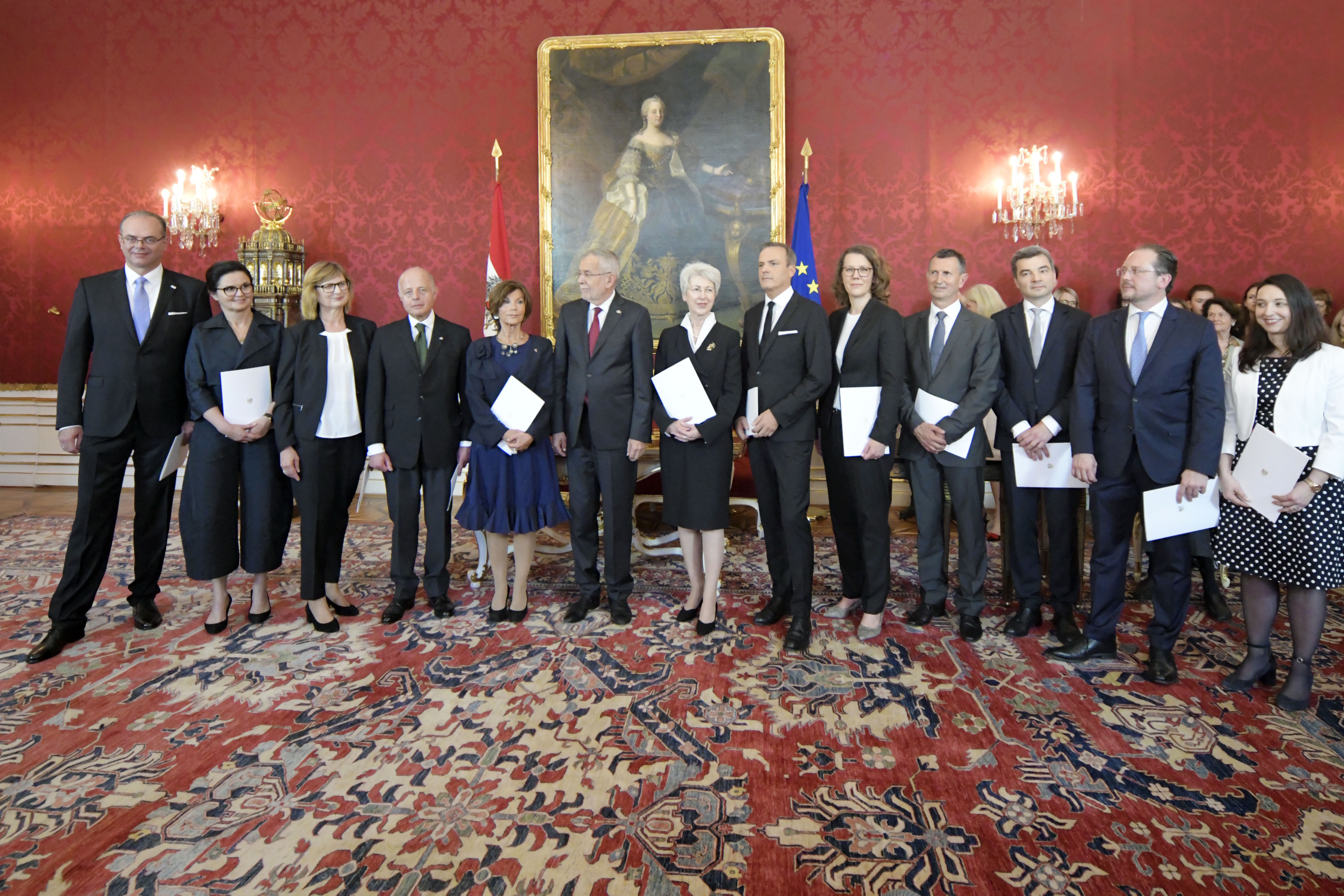
Durante a posse dos ministros do governo interino da chanceler Brigitte Bierlein, com o presidente, Alexander van der Bellen, em 3 de junho de 2019.

Em 3 de junho de 2019, foi empossada como ministra da Educação, Ciência e Pesquisa no governo interino da chanceler da Áustria Brigitte Bierlein. Ao assumir, foi considerada "extremamente dinâmica", como "negociadora dura, sempre pontual e orientada para soluções", mas também "portadora de esperança para os jovens" e que carregava a imagem de "o vento fresco, que a administração precisa". Com o término do mandato interino da chanceler, deixou também o ministério, em 7 de janeiro de 2020.

### Após o ministério
Em 8 de dezembro de 2021, foi eleita reitora da Escola de Administração Pública e Finanças de Ludwigsburgo, na Alemanha.